# HK Весов
HK Весов (лат. HK Librae) — одиночная переменная звезда в созвездии Весов на расстоянии (вычисленном из значения параллакса) приблизительно 18272 световых лет (около 5602 парсеков) от Солнца. Видимая звёздная величина звезды — от +16,1m до +15m.

## Характеристики
HK Весов — пульсирующая переменная звезда типа RR Лиры (RRAB).